# Boglárpajzs
A boglárpajzs vagy szívpajzs a boglárhelyen, a pajzs közepén található kisebb pajzs a címerben. Ez általában külön címerként is létezik. A boglárpajzzsal ellátott címer ezért a címeregyesítés egyik formájaként is felfogható. Konrad von Thüringen (†1241), aki élete utolsó éveiben a Német Lovagrend nagymestere volt, 1239 körül ezen tisztsége kifejezéül címerére egy kisebb pajzsot helyezett a rend címerével. Valahogy így jöhettek létre az első boglárpajzsok. Az Ákos nemzetség címerében szintén látható egy kisebb pajzs a sas mellén. Gelre herold címerkönyvében is előfordulnak boglárpajzsok.

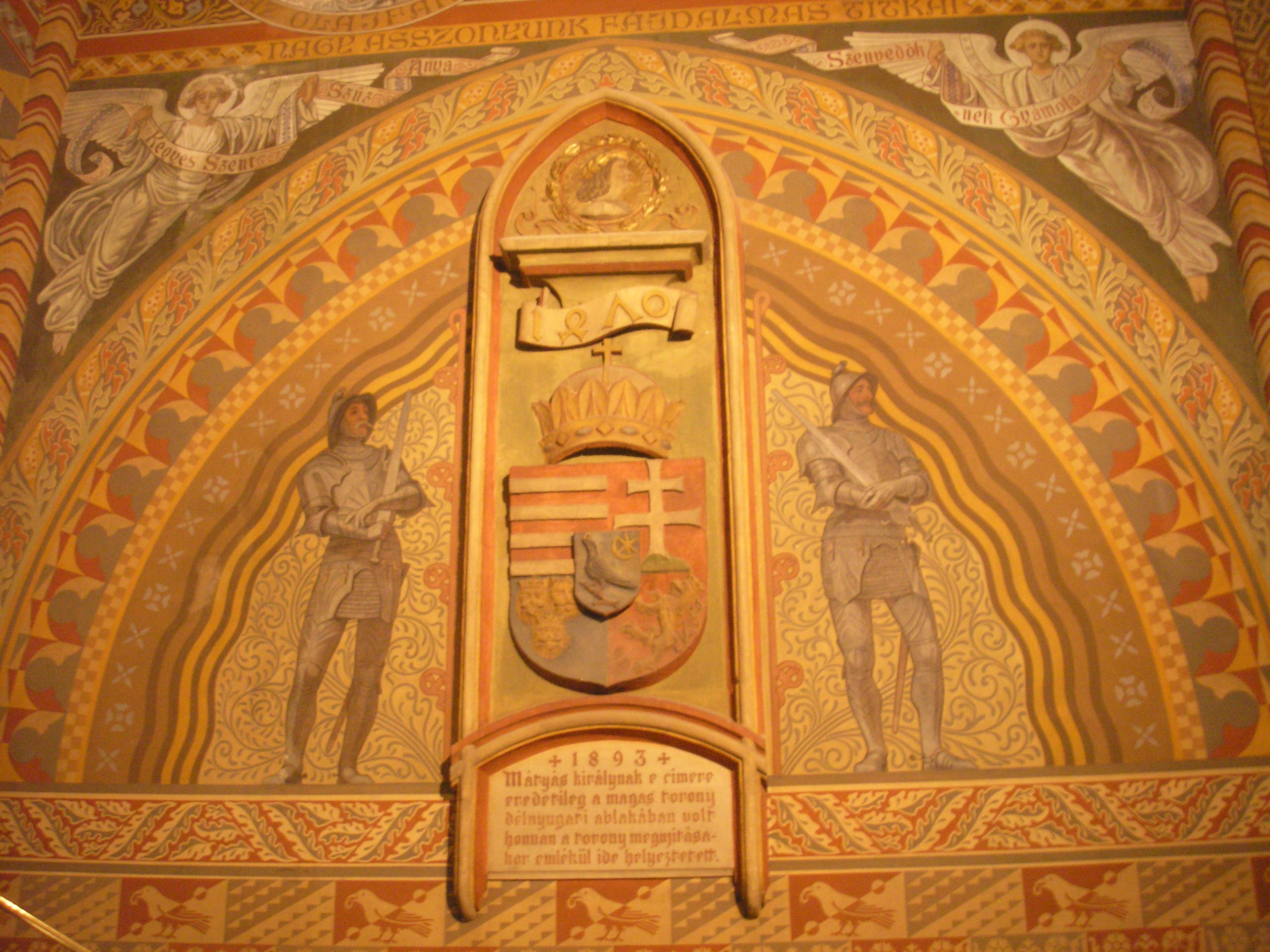
I. Mátyás magyar király koronás címere a boglárpajzson a Hunyadiak hollós családi címerképével, Mátyás-templom, Budapest

A boglárpajzs nem számít külön címermezőnek, de az osztott címerekben az általa kitakart mezőket is számításba kell venni, ha meg akarjuk határozni az osztás fokát, akkor is, ha a kitakart mezőben nincs semmilyen címerábra, mivel az a boglárpajzs miatt nem látható.
A boglárpajzs a címer legelőkelőbb, legfontosabb része. Ezért a címerleírást is ezzel kezdjük. Alakja általában megegyezik a főpajzs formájában, de el is térhet attól. Ilyenkor azonban a két pajzs stílusának nagyjából meg kell egyeznie egymással. Nem lehet azonban két távoli korból származó pajzsformát alkalmazni ugyanazon címerben, mert az anakronizmusa miatt antiheraldikus lenne.
A brit szigetektől eltérően a boglárpajzs az európai heraldikában a család eredeti címerét tartalmazza vagy a címer legelőkelőbb elemét, például az uralkodói címerjavítást, illetve valamilyen hivatali jelképet (például a német választófejedelmeknél) vagy a patrónus jelképét (mint az Esterházy címerben).

## A boglárpajzs etimológiája
A fémveretes pajzsok, középen gömb alakú díszekkel már a 11. századi Bayeux-i kárpiton is előfordulnak. A magyar boglár szó a középfelnémet buckelere, buggeler származéka, melynek jelentése 'köldökös pajzs'. A középfelnémet buckel értelme 'fémveretes pajzsköldök' volt. Ennek végső forrása a latin buccula 'felfújt arc', mely a németbe az ófrancia boucle 'fémveretes pajzsköldök' révén került. Ez a jelentés onnan ered, hogy egykor a pajzsot középen kis félgömbhöz, gombhoz hasonló kidudorodó dísszel látták el. A köldökös pajzsot viselő vitézt németül Bucklernek nevezték és ez volt a neve a gömb alakú silány fémpénznek is. A magyarban minden olyan tárgyat a boklár ~ boglár szóval jelöltek (kardmarkolat, kardhüvely, lószerszám), amelyet a pajzsköldökhöz hasonló fémveretes, ékköves, gyöngyös, zománcos dísszel láttak el, elsősorban az ékszereket (csat, fülbevaló stb.). Így pl. a tollforgókat is nevezték boglárnak a magyarban.